# Rezerwat przyrody Nad Młyńską Strugą
Nad Młyńską Strugą – leśny rezerwat przyrody w województwie lubuskim, w powiecie żarskim, w gminie miejskiej Łęknica oraz gminie Przewóz. Leży na terenie Parku Krajobrazowego Łuk Mużakowa oraz obszaru sieci Natura 2000 „Łęgi nad Nysą” PLH080038.
Został utworzony w 1970 roku na powierzchni 6,22 ha. W 2002 roku powiększono go do 132,56 ha i ponownie w 2019 roku do 141,17 ha.
Obszar rezerwatu objęty jest ochroną ścisłą.

## Podstawa prawna
Nr rej. woj. – 18

### Akt prawny obejmujący rezerwat ochroną
Zarządzenie Ministra Leśnictwa i Przemysłu Drzewnego z dnia 15 lipca 1970 r. (M.P. z 1970 r. nr 25, poz. 207)

### Inne akty prawne
- Obwieszczenie Wojewody Lubuskiego z dnia 16 stycznia 2002 r. w sprawie ustalenia wykazu rezerwatów przyrody utworzonych do dnia 31 grudnia 1998 r. (Dz. Urz. Województwa Lubuskiego Nr 12, poz. 144)[4]
- Zarządzenie Nr 34/2011 Regionalnego Dyrektora Ochrony Środowiska w Gorzowie Wielkopolskim z dnia 7 lipca 2011 r. w sprawie rezerwatu przyrody Nad „Młyńską Strugą” (Dz. Urz. Województwa Lubuskiego Nr 81, poz. 1566)
- Zarządzenie Regionalnego Dyrektora Ochrony Środowiska w Gorzowie Wielkopolskim z dnia 31 października 2019 r. w sprawie rezerwatu przyrody „Nad Młyńską Strugą”[6]

## Położenie
- Województwo lubuskie
- Powiat żarski
  - Gmina Przewóz, obr. ewidencyjny Dąbrowa Łużycka
  - Miasto – Łęknica

## Właściciel, zarządzający
Skarb Państwa, Nadleśnictwo Wymiarki, Nadleśnictwo Lipinki

## Opis przedmiotu poddanego ochronie
Rezerwat obejmuje fragment doliny rzeki Skrody (zwanej też Młyńską Strugą) przy ujściu do Nysy Łużyckiej, z nadrzecznymi lasami łęgowymi rosnącymi w dolinie Nysy. Skroda ma tu charakter bystrego strumienia i wpływa do Nysy Łużyckiej głęboko wyciętym wąwozem. Dominujące zbiorowiska roślinne na terenie rezerwatu to grąd środkowoeuropejski i łęg olszowo-jesionowy. Drzewostan tworzą głównie dąb szypułkowy, buk zwyczajny, olsza czarna, brzoza brodawkowata, z rzadka występują grab pospolity, lipa drobnolistna, klon zwyczajny, klon jawor. W podszycie rosną: grab pospolity, świerk pospolity, kruszyna pospolita, leszczyna pospolita. Wzdłuż Nysy Łużyckiej, stanowiącej południową granicę rezerwatu, występuje wąski pas zbiorowisk szuwarowych, najczęściej zdominowanych przez mozgę.

## Ochrona
Celem ochrony rezerwatu jest zachowanie ze względów dydaktycznych i naukowych drzewostanów lasów grądowych i łęgowych.
Według obowiązującego planu ochrony ustanowionego w 2016 roku (z późniejszymi zmianami), obszar rezerwatu objęty jest ochroną ścisłą.
Nie podlega ochronie w zakresie prawa międzynarodowego.

## Turystyka
Na terenie rezerwatu wyznaczono szlak dla ruchu rowerowego i pieszego.